# 坡头乡 (永和县)
坡头乡，是中华人民共和国山西省临汾市永和县下辖的一个乡镇级行政单位。

## 行政区划
坡头乡下辖以下地区：
坡头村、岔口村、白家崖村、呼家庄村、孙家庄村、任家庄村和索驼村。